# Tammo tom Dieck
Tammo tom Dieck (São Paulo, 29 de maio de 1938) é um matemático alemão. Trabalha com topologia algébrica e é professor da Universidade de Göttingen.
Foi palestrante convidado do Congresso Internacional de Matemáticos em Berkeley (1986: Geometric representation theory of compact Lie groups).

## Obras
- Algebraic Topology. European Mathematical Society, 2008
- Topologie. 2. Auflage. de Gruyter, 1991/2000
- Transformation Groups and Representation Theory. Lecture Notes in Mathematics, Springer, 1979
- Transformation Groups. de Gruyter, 1987
- com Theodor Bröcker: Representations of compact Lie Groups. Springer, 1985
- com Theodor Bröcker: Kobordismentheorie. Springer (Lecture Notes in Mathematics), 1970
- com Ian Hambleton: Surgery theory and theory of representations. DMV Seminar, 1988
- com K. H.Kamps, Dieter Puppe: Homotopietheorie. Springer (Lecture Notes in Mathematics), 1970